# Национальный стандарт
Национальный (государственный) стандарт — стандарт, принятый органом по стандартизации государства-члена Евразийского экономического союза:п. 2 или любого государства и доступный широкому кругу пользователей. В Российской Федерации стандарт, принятый национальным (компетентным) органом (организацией) по стандартизации иного государства носит название «стандарт иностранного государства».

## Органы по стандартизации
| Индекс                      | страна         | национальный орган по стандартизации |
| --------------------------- | -------------- | --- |
| AZS                         | Азербайджан    | Азербайджанский государственный комитет по стандартизации, метрологии и патентам                                                                            |
| АСТ                         | Армения        | Управление стандартизации, метрологии и сертификации при Правительстве Республики Армения (Армгосстандарт)                                                  |
| СТБ                         | Белоруссия     | Государственный комитет по стандартизации Республики Беларусь (Госстандарт РБ)                                                                              |
|                             | Грузия         | ЮЛПП Национальное Агентство стандартов и метрологии (Грузстандарт)                                                                                          |
| СТ РК                       | Казахстан      | Комитет технического регулирования и метрологии Министерства индустрии и инфраструктурного развития Республики Казахстан (Госстандарт Республики Казахстан) |
| КМС                         | Киргизия       | Национальный институт стандартов и метрологии Кыргызской Республики (Кыргызстандарт)                                                                        |
| SM                          | Молдавия       | Департамент стандартизации и метрологии (Молдовастандарт)                                                                                                   |
| ГОСТ Р (ГОСТ РФ), ПНСТ, РСТ | Россия         | Федеральное агентство по техническому регулированию и метрологии (Росстандарт)                                                                              |
|                             | Таджикистан    | Агентство по стандартизации, метрологии, сертификации и торговой инспекции при Министерстве экономики и торговли (Таджикстандарт)                           |
| ТДС                         | Туркменистан   | Главная государственная служба Туркменистана «Туркменстандартлары» (Главгосслужба «Туркменстандартлары»)                                                    |
| ТСТУ                        | Узбекистан     | Узбекское агентство стандартизации, метрологии и сертификации при Кабинете Министров Республики Узбекистан (Узстандарт)                                     |
| ДСТУ                        | Украина        | Государственное предприятие "Украинский научно-исследовательский и учебный центр проблем стандартизации, сертификации и качества" (ГП "УкрНИУЦ")            |
| DIN                         | Германия       | Немецкий институт по стандартизации |
|                             | Великобритания | Британский институт стандартов |
| JIS                         | Япония         | Японский комитет промышленных стандартов |
| ANSI                        | США            | Американский национальный институт стандартов |

## США
Стандарт признается национальным после утверждения ANSI. В случае, если принятый
стандарт не проходил утверждения ANSI, он является отраслевым стандартом, имеющим более узкое применение. Такие стандарты на практике также именуются как «de facto standards». Добровольный стандарт (как имеющий, так и не имеющий статус национального) может стать обязательным (mandatory standard) в случае решения уполномоченным органом власти либо на федеральном уровне, либо на уровне штата. Статус обязательного стандарт приобретает с момента его публикации в Федеральном регистре (Federal Register).

## Россия
Стандарты упоминаются в Конституции РФ и они отнесены к ведению Российской Федерации. Национальные стандарты имеют добровольное применение:Ст. 4 за исключением применения стандартов для оборонной продукции и для защиты сведений, составляющих государственную тайну или иную информацию ограниченного доступа:Ст. 6. Также обязательны для применения документы по стандартизации, включённые в определённый Правительством Российской Федерации перечень документов по стандартизации, обязательное применение которых обеспечивает безопасность дорожного движения при его организации на территории Российской Федерации. Обязательность применения документов по стандартизации устанавливается только законом «О стандартизации в Российской Федерации»:Ст. 2, при этом применение документов по стандартизации для целей технического регулирования устанавливается в соответствии с законом «О техническом регулировании»:Ст. 5.
Документы по стандартизации:
- документы национальной системы стандартизации:
  - национальные стандарты Российской Федерации:
    - основополагающий национальный стандарт Российской Федерации;
    - национальный стандарт Российской Федерации;
    - предварительный национальный стандарт Российской Федерации;

  - правила стандартизации;
  - рекомендации по стандартизации;
  - информационно-технические справочники[7]:Ст. 2;
- стандарты организаций;
- технические условия;
- своды правил.[7]:Ст. 16.

Разработчиком документов национальной системы стандартизации, за исключением национальных основополагающих стандартов и правил стандартизации, может быть любое юридическое или физическое лицо или общественное объединение:Ст. 23.
Документы по стандартизации оборонной продукции:п. 6:
- межгосударственные военные стандарты;
- государственные военные стандарты;
- отраслевые военные стандарты;
- межгосударственные стандарты с военными дополнениями к ним;
- национальные стандарты с военными дополнениями к ним;
- отраслевые стандарты с военными дополнениями к ним;
- государственные военные стандарты с дополнениями к ним на период военного положения;
- национальные стандарты с дополнениями к ним на период военного положения;
- отраслевые военные стандарты с дополнениями к ним на период военного положения;
- отраслевые стандарты с дополнениями к ним на период военного положения;
- государственные военные стандарты военного положения;
- государственные стандарты военного положения;
- отраслевые военные стандарты военного положения;
- отраслевые стандарты военного положения;
- межгосударственные и национальные стандарты с едиными требованиями для оборонной и народно-хозяйственной продукции;
- отраслевые стандарты с едиными требованиями для оборонной и народно-хозяйственной продукции;
- межгосударственные стандарты, национальные стандарты, отраслевые стандарты и информационно-технические справочники;
- стандарты организаций, а также технические условия (как вид стандарта организации);
- правила стандартизации и рекомендации по стандартизации оборонной продукции;
- классификатор стандартов на оборонную продукцию;
- общероссийские классификаторы технико-экономической и социальной информации;
- единый кодификатор предметов снабжения для федеральных государственных нужд;
- нормативно-технические документы системы общих технических требований к видам вооружения и военной техники;
- основополагающие государственные военные стандарты.

В отношении объектов стандартизации, создаваемых и (или) поставляемых вне государственного оборонного заказа, могут утверждаться документы по стандартизации, содержащие сведения, составляющие государственную тайну и (или) относимые к охраняемой в соответствии с законодательством Российской Федерации иной информации ограниченного доступа. Такие документы утверждаются федеральным органом исполнительной власти в сфере стандартизации и имеют название «национальный стандарт ограниченного распространения».

### История
Республиканские стандарты на продукцию (РСТ РСФСР) утверждались Госпланом РСФСР по номенклатуре продукции. Большей частью номенклатура включала в себя предметы быта и продукты питания. Республиканские стандарты на продукцию были обязательны для министерств и ведомств РСФСР и всех предприятий, организаций и учреждений, расположенных на территории РСФСР, независимо от их ведомственной подчинённости.
В 1990 году было установлено, что государственные стандарты СССР и республиканские стандарты содержат обязательные и рекомендуемые требования. К обязательным относятся требования к качеству продукции, обеспечивающие её безопасность для жизни и здоровья населения, охрану окружающей среды, совместимость и взаимозаменяемость продукции.
Государственный стандарт Российской Федерации с 1992 года имеет обозначение ГОСТ Р.
В 1997 году было установлено, что государственные стандарты Российской Федерации в части устанавливаемых в них обязательных требований относятся к техническим регламентам.
Принятый в 1993 году закон «О стандартизации» установил название «государственный стандарт Российской Федерации». В 2003 году при отмене закона «О стандартизации» и принятии закона «О техническом регулировании» название было установлено «национальный стандарт». В 2015—2016 годах был принят закон «О стандартизации в Российской Федерации» и разграничены области действия технического регулирования и стандартизации. В настоящее время используется термин «национальный стандарт Российской Федерации».
В 2003 году произошел переход от государственной системы стандартизации к национальной. Государственные и межгосударственные стандарты, принятые Госстандартом России до 1 июля 2003 года, признаны национальными.

### Использование ГОСТ СССР
В 1992 году члены СНГ заключили соглашение, которым признали действующие стандарты «ГОСТ» в качестве межгосударственных с сохранением аббревиатуры «ГОСТ» за вновь вводимыми межгосударственными стандартами.
Постановлением Верховного Совета о введении в действие Закона Российской Федерации «О стандартизации» в 1993 году было установлено, что до принятия решений о переводе действующих ГОСТ СССР в нормативные документы по стандартизации Российской Федерации ГОСТ СССР применяются постольку, поскольку они не противоречат действующему законодательству. В 2003 году были признаны (приказ был отменён в 2004 году) национальными стандартами действующие государственные и межгосударственные стандарты, введённые в действие до 1 июля 2003 года для применения в Российской Федерации.
Положения закона «О стандартизации» 1993 года были отменены при введении закона «О техническом регулировании». Применение межгосударственных стандартов в России регулируется этим законом:Ст. 26. При этом на территории Евразийского экономического союза межгосударственные стандарты применяются добровольно:п. 1.

### Использование межгосударственных стандартов
Принятые межгосударственные стандарты, за которые проголосовал российский национальный орган по стандартизации, применяют в качестве национальных стандартов непосредственно без переоформления после их введения в действие. Ввод в действие происходит путём издания приказа о введении принятого стандарта в действие для его применения в качестве национального стандарта.

### Классификация стандартов
С 1 октября 2000 года введён в действие Общероссийский классификатор стандартов ОК 001—2000. Этот классификатор построен на основе Международного классификатора стандартов ISO.
В этой системе используется индекс категории стандарта — ГОСТ; для стандартов, принимаемых только в России, применяется индекс категории стандарта ГОСТ Р. Код самого стандарта состоит из номера и года утверждения стандарта, разделённых дефисом. Номер, в основном, определяется последовательностью принятия или, если это систематизированное семейство, то номер содержит код семейства, точку и номер внутри семейства. Например, стандарт с номером, содержащим префикс «2.», относится к Единой системе конструкторской документации (ЕСКД), «4.» — к Системе показателей качества продукции (СПКП) и т. д.
Общероссийский классификатор стандартов (ОКС) разработан ВНИИ классификации, терминологии и информации по стандартизации и качеству. Он представляет собой полный текст Международного классификатора стандартов (МКС), принятого ИСО.
ОКС входит в состав Единой системы классификации и кодирования технико-экономической и социальной информации (ЕСКК) РФ. Классификатор предназначен для использования при построении каталогов, указателей, выборочных перечней, библиографических материалов по международным, межгосударственным и национальным стандартам и другим нормативным и техническим документам.
Объектами классификации ОКС являются стандарты и другие нормативные и технические документы.
Классификатор представляет собой иерархическую трёхступенчатую классификацию с цифровым алфавитом кода классификационных группировок и имеет следующую структуру: XX.YYY.ZZ, где XX — раздел, YYY — группа, ZZ — подгруппа. На первой ступени (раздел) классифицируются предметные области стандартизации, имеющие дальнейшее деление на второй и третьей ступенях классификации (группа, подгруппа). Раздел классифицируется двузначным цифровым кодом. Код группы состоит из кода предметной области и трёхзначного цифрового кода группы, разделённых точкой.
Код подгруппы состоит из кода группы и собственного двузначного кода, разделённых точкой, например:
- 31 Электроника;
- 31.060 Конденсаторы;
- 31.060.70 Силовые конденсаторы.

Примеры кодов некоторых групп стандартов:
- 01 Общие положения;
- 01.040 Словари.

### Публикация стандартов
В соответствии с постановлением Правительства РФ № 594 от 25 сентября 2003 года, которым утверждено «Положение об опубликовании национальных стандартов и общероссийских классификаторов технико-экономической и социальной информации», а также в соответствии с решением суда города Санкт-Петербурга от 20 февраля 2006 года, обязанность публиковать на своём официальном сайте все тексты национальных стандартов и общероссийских классификаторов возложена на Федеральное агентство по техническому регулированию и метрологии России (Росстандарт), однако данный орган не выполняет своих обязательств и продолжает распространять официальные тексты стандартов на платной основе.
Судебный пристав, обязанный по исполнительному листу проконтролировать исполнение судебного решения, прекратил исполнительное производство после получения от Ростехрегулирования заверения, что всё исполнено и тексты стандартов опубликованы. Проверять верность слов судебный пристав не посчитал необходимым.
В связи с этим Институт развития свободы информации (ИРСИ) обратился в суд за признанием незаконным решения судебного пристава о прекращении исполнительного производства.
17 мая 2007 года ИРСИ получил отказ в удовлетворении своей жалобы на действия пристава в Мосгорсуде. Основная цель всех исков — добиться от Ростехрегулирования публикации полных текстов национальных стандартов на его официальном сайте.
Постановлением Правительства Российской Федерации от 29 декабря 2007 года № 966 внесены изменения в Постановление Правительства Российской Федерации от 15 августа 2003 года № 500, утверждена новая редакция «Положения о федеральном информационном фонде технических регламентов и стандартов» и единой информационной системе по техническому регулированию. Была начата публикация стандартов в интернете на сайтах gost.ru и protect.gost.ru. Но при этом Ростехрегулирование подошло к публикации стандартов на своём сайте формально: доступны лишь отсканированные листы документов, неудобная постраничная навигация, отсутствует текстовый поиск.
В данный момент на сайте Государственных услуг в списке услуг, оказываемых Федеральным агентством по техническому регулированию и метрологии (Ростехрегулирование), по-прежнему доступна услуга «Предоставление информации из федерального фонда технических регламентов и стандартов» на платной основе (135 рублей) без указания конкретных инструкций и реквизитов для получения данной услуги.
Приказом Федерального агентства по техническому регулированию и метрологии № 478 от 16.04.2014 утверждены размеры платы за предоставление официальных документов и копий документов федерального информационного фонда технических регламентов и стандартов.
На официальном сайте Росстандарта был открыт бесплатный доступ к стандартам и изменениям стандартов, однако документы представлены в графических копиях низкого разрешения, с «водяными знаками» и защитой от копирования.
По итогам первого полугодия 2016 года «Стандартинформ» вошёл в пятерку крупнейших издательств России наряду с «Эксмо», «АСТ», «Просвещение», «Азбука-Аттикус».